# Andrzej Wojnar
Andrzej Stanisław Wojnar (ur. 4 maja 1946 w Krakowie) – polski lekarz onkolog i patomorfolog, doktor habilitowany nauk medycznych, kierownik Zakładu Patomorfologii Dolnośląskiego Centrum Onkologii, konsultant wojewódzki, publicysta.

## Życiorys
Od wczesnego dzieciństwa mieszka we Wrocławiu, w 1963 po ukończeniu II Liceum Ogólnokształcącego studiował na Wydziale Lekarskim Akademii Medycznej. W 1969 uzyskał dyplom lekarza, a pięć lat później przedstawił pracę doktorską z zakresu onkologii doświadczalnej. W późniejszym czasie uzyskał specjalizację II stopnia z patomorfologii i I stopnia z dermatologii. Od 1981 przez rok pełnił funkcję lekarza specjalisty wojewódzkiego w województwie opolskim, a następnie wyjechał na trzyletni kontrakt medyczny do Libii. Od 1988 do 1989 był dyrektorem Zakładu Opieki Zdrowotnej w Oleśnicy, w 1944 został powołany na przewodniczącego Oddziału Wrocławskiego Polskiego Towarzystwa Onkologicznego i piastował tę funkcję przez cztery lata. Równocześnie przez dwie kadencje pełnił rolę zastępcy przewodniczącego Oddziału Wrocławskiego Polskiego Towarzystwa Patologów, przewodniczącego Koła Ziemi Oleśnickiej Dolnośląskiej Izby Lekarskiej, Komisji Informacyjnej Dolnośląskiej Izby Lekarskiej. Od 1998 pełnił funkcję wiceprzewodniczącego Dolnośląskiej Izby Lekarskiej, przewodniczącego Komisji Wyborczej i Komisji Historycznej tej Izby, a także delegatem na Zjazd Krajowy Lekarzy.

## Działalność literacka
W 1963 wygrał konkurs o „Złote Pióro Turysty”, który zorganizowała redakcja magazynu Światowid. Dwa lata później wyróżniono go w konkursie literackim BBC. Zasiadał w zespołach redakcyjnych czasopism „ Sztuka i Medycyna”, „Remedium”, „Medium” i „Biuletyn Dolnośląskiej Izby Lekarskiej”, od 1994 do 1998 był redaktorem naczelnym Biuletynu. Zbiory felietonów, które publikował w rubryce Szpalta Naczelnego ukazały się w formie książkowej.